# Ahmet Altun
Ahmet Altun (Ankara, 25 januari 1958) is een voormalige Turkse langeafstandsloper, die zich had gespecialiseerd op de marathon. Hij nam tweemaal deel aan de Olympische Spelen, maar won hierbij geen medailles.

## Loopbaan
Op zeventienjarige leeftijd begon Altun met atletiek. Zij eerste succes boekte hij in 1980 door het winnen van de nationale titel op de 10.000 m. Drie jaar later veroverde hij deze titel opnieuw en won hiernaast de 25 km van Berlijn (1:16.23) en de marathon van Frankfurt (2:12.41). Zijn tijd op de 25 km was een Turks record, dat nog altijd niet verbroken is (peildatum april 2015). Ook behaalde hij dat jaar op de Middellandse Zeespelen een zilveren medaille. In 1984 deed hij mee aan de olympische marathon in Los Angeles, maar haalde de finish niet.
In 1987 won Ahmet Altun de marathon van München en in 1988 werd hij Turks kampioen op de marathon met het winnen van de marathon van Istanboel. Op de Olympische Spelen van 1988 in Seoel werd hij 71e op de marathon in 2:37.44. In 1989 liep hij zijn persoonlijk record op de marathon van München in 2:12.40.

## Titels
- Turks kampioenschap 10.000 m - 1980, 1983
- Turks kampioenschap marathon - 1988

## Persoonlijk record
| Onderdeel | Prestatie | Datum | Plaats  |
| --------- | --------- | ----- | ------- |
| marathon  | 2:12.40   | 1989  | München |

## Palmares

### 25 km
- 1983:  25 km van Berlijn - 1:16.23 (nat.rec.)

### marathon
- 1980:  Islamic Games Marathon - 2:28.35
- 1983:  marathon van Frankfurt - 2:12.41
- 1983:  Middellandse Zeespelen - 2:22.52
- 1983: DNF WK
- 1984: 5e marathon van Frankfurt - 2:13.07
- 1984: DNF OS
- 1987:  marathon van München - 2:13.37
- 1987:  Middellandse Zeespelen - 2:25.29
- 1988: 15e Boston Marathon - 2:15.48
- 1988:  marathon van Istanboel - 2:15.06 (nat. kampioenschap)
- 1988: 71e OS - 2:37.44
- 1989:  marathon van München - 2:12.40
- 1990: 18e marathon van Hamburg - 2:20.59
- 1992: 18e marathon van Rotterdam - 2:18.06